# چاناکچی (سیریک)
چاناکچی (ترکی استانبولی: Çanakçı) یک محله در ترکیه است که در ناحیهٔ سریک، آنتالیا واقع شده است. جمعیت این محله تا سال ۲۰۲۲ برابر با ۳۷۴ نفر بوده است.